# Skogssvinglar
Skogssvinglar (Drymochloa) är ett släkte av gräs som beskrevs av Josef Holub. Skogssvinglar ingår i familjen gräs.
Släktet innehåller bara arten Drymochloa sylvatica.